# Palmetto (Luizjana)
Palmetto – wieś w Stanach Zjednoczonych, w stanie Luizjana, w parafii St. Landry.